# Coup d'État de 1964 en Bolivie
Le coup d’État de 1964 en Bolivie désigne les événements du 3 au 4 novembre 1964 qui aboutissent au renversement du président Víctor Paz Estenssoro, chef de la Révolution nationale bolivienne de 1952, récemment élu pour son troisième mandat, par le vice-président René Barrientos et le commandant en chef de l'armée bolivienne Alfredo Ovando Candía.

## Contexte
Entre 1960 et 1964, les États-Unis augmentent de 600 % leur aide financière à la Bolivie dans le cadre de l'Alliance pour le progrès, accordant 205 millions de dollars d'aide économique et 23 millions de dollars sous forme de prêts divers. Les 35 premiers volontaires du Peace Corps arrivent au début de l'année 1962. L'augmentation des prix mondiaux de l'étain contribue à stabiliser l'économie bolivienne qui avait manqué de s'effondrer pendant la première présidence de Víctor Paz Estenssoro. Entre 1961 et 1965, le PNB bolivien augmente en moyenne de 5,7 % par an.
En vertu des amendements constitutionnels de 1961, Paz Estenssoro décide de se présenter pour un troisième mandat. Le vice-président de gauche Juan Lechín Oquendo, rival de Paz Estenssoro pour l'élection présidentielle de 1964, est contraint de démissionner de son poste de vice-président et est envoyé en Italie en tant qu'ambassadeur. Juan Lechín quitte alors le Mouvement nationaliste révolutionnaire (MNR) pour former le Parti révolutionnaire de la gauche nationaliste.
Après qu'Estenssoro ait emprisonné plusieurs militants syndicats, les mineurs des mines de Catavi réagissent en saisissant un groupe d'otages dont quatre citoyens américains. L'événement marque une rupture d'alliance entre le MNR de Paz Estenssoro et les mineurs, qui s'était déjà amorcée en 1942.
L'armée bolivienne, reconstruite et agrandie au cours des dernières années, offrait une base de puissance alternative à Paz Estenssoro. Après quelques hésitations, le général de l'armée de l'air René Barrientos est choisi par Paz Estenssoro comme candidat aux élections de mai 1964, et l'armée s'implique davantage dans la politique.
Au cours des six mois suivants, les troubles internes ne cessent d'augmenter, alors que les mineurs se mettent en grève et se révoltent. Divers politiciens, dont Lechín, demandent alors à Barrientos d'intervenir. Fin octobre, Paz Estenssoro demande à l'armée de réprimer un soulèvement de mineurs près d'Oruro. Après des affrontements armés entre les forces militaires et les mineurs le 28 octobre, Barrientos et Alfredo Ovando Candía décident de frapper et lancent leur coup d'État le 3 novembre.

## Le coup d’État
Le coup d'État commence tôt dans la matinée du 3 novembre 1964 alors que des troupes du régiment Ingavi se rebellent à La Paz. Le soir, toutes les principales unités militaires soutiennent le coup d’État et dans l'après-midi du 4 novembre, Paz Estenssoro et sa famille sont exilés à Lima, alors que Barrientos et Ovando établissent leur junte. Des affrontements sporadiques entre la milice ouvrière et l'armée se déclarent mais sont rapidement maîtrisés. Le soir venu, Ovando annonce publiquement la formation de la junte, mais René Barrientos, le vice-président le plus populaire et constitutionnellement acceptable, deviendra finalement le chef de l'État.

## Après le coup d’État
Paz Estenssoro et ses politiques économiques soutenues par les États-Unis s'étaient aliénés les mineurs radicaux. Certains politiciens du MNR, comme les anciens dirigeants du parti, Lechin et Guevara, soutiennent le coup d’État. Guevara deviendra le ministre des Affaires étrangères en 1967.
Une semaine après le coup d’État, Barrientos exige que les milices de mineurs et d'ouvriers rendent les armes qu'elles possédaient depuis la Révolution du 9 avril 1952. Des conflits prolongés s'ensuivent. Afin de réduire les pertes des mines appartenant à l’État, les salaires des mineurs sont réduits de 50 %. César Lora, chef des mineurs de la mine Siglo XX, est tué le 29 juillet 1965. À la fin de 1965, un Conseil démocratique populaire de l'opposition de gauche est formé.

### Co-présidence
Barrientos manquait d'autorité suffisante pour se faire élire président rapidement. Le 7 mai 1965, il annonce le report indéfini des élections de septembre et se concentre sur l'élimination de ses opposants de gauche. Il envoie des troupes pour prendre le contrôle des mines d’État de COMIBOL et déporte son ancien partisan Juan Lechín. Les affrontements armés avec les mineurs créent une scission ouverte entre Barrientos et Ovando, ce dernier retirant les troupes de certaines des mines occupées. Le 26 mai 1965, Ovando est installé comme coprésident et commandant en chef des forces armées avec Barrientos dans un effort pour empêcher la scission dans la junte au pouvoir et les forces armées entre les éléments de gauche et de droite.
En 1966, Barrientos reçoit une aide financière secrète des États-Unis du fait que les titulaires de charge publique doivent démissionner de leurs fonctions 180 jours avant les élections. Barrientos ayant suivi cette règle, cela le laisse sans moyens de poursuivre une campagne électorale. Pendant ce temps, Ovando occupe le poste de président de la Bolivie. Des élections ont lieu en juillet 1966 et Barrientos, en tant que candidat présidentiel du Front de la révolution bolivienne, l'emporte avec 67 % des voix. Il est investi officiellement le 6 août 1966.

## Implication des États-Unis
Les données officiellement publiées montrent que les dépenses secrètes des États-Unis en Bolivie entre l'année fiscale 1963 et l'année fiscale 1965 se chiffrent à 337 063 dollars en 1963, 545 342 dollars en 1964 et 287 978 dollars en 1965. La majeure partie des capitaux a servi à soutenir les ailes centrales et droitières du parti au pouvoir, le MNR.
Dès le coup d’État réalisé, la CIA aurait versé 600 000 $ US à la campagne électorale de Barrientos en 1966 et Gulf Oil a fait don de 460 000 $ US supplémentaires entre 1966 et 1969.